# 哈瓦蒂芝士
哈瓦蒂芝士產自丹麥。哈瓦蒂芝士質地柔軟，有很多細小的洞眼，風味溫和。這種芝士放在室溫下溶化速度較快。